# Aloe camperi
Aloe camperi es una especie de aloe nativo de  África, especialmente de las regiones de Etiopía y Eritrea.

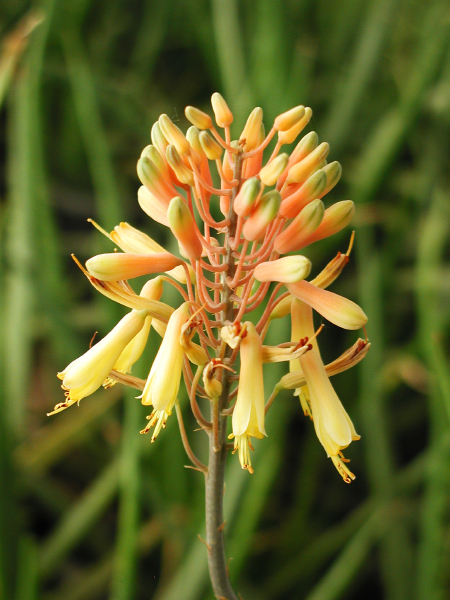
Inflorescencia

## Descripción
Es una planta que crece en colonias con hojas carnosas agrupadas en rosetas de 60 cm de diámetro, fuertemente dentados sus márgenes. Las flores de color naranja que se producen en la primavera temprana en un tallo floral que emerge entre las hojas y alcanza los 30 cm de longitud.

## Taxonomía
Aloe camperi fue descrita por Schweinf. y publicado en Bull. Herb. Boissier 2(2): 66 en el año (1894).
Etimología
Ver: Aloe
camperi: epíteto otorgado en honor de Manfredo Camperio, un geográfo italiano que viajó por Eritrea.
Sinonimia
- Aloe albopicta A.Berger
- Aloe eru A.Berger
- Aloe eru var. cornuta A.Berger[5][2]